# أندرو ماكدونالد (لاعب كرة قدم أمريكية)
أندرو ماكدونالد (بالإنجليزية: Andrew McDonald)‏ هو لاعب كرة قدم أمريكية أمريكي، ولد في 8 سبتمبر 1988 في إنديانابوليس في الولايات المتحدة.

## وصلات خارجية
- أندرو ماكدونالد على موقع مرجع كرة القدم المحترفة.كوم (الإنجليزية)